# Stefan Müller
Stefan Müller (Wuppertal, 15 de março de 1962) é um matemático alemão.
É professor da Universidade de Bonn. Em 1996 foi um dos diretores fundadores do Instituto Max Planck de Matemática nas Ciências em Leipzig, onde atuou até 2008.

## Vida e obra
Stefan Müller estudou matemática na Universidade de Bonn, na Universidade Heriot-Watt em Edimburgo, onde obteve um doutorado orientado por John Macleod Ball, e na Universidade Pierre e Marie Curie em Paris. Em 1989 foi professor assistente da cátedra Zeev Nehari da Universidade Carnegie Mellon e em 1990 wissenschaftlicher Mitarbeiter no SFB 256 da Universidade de Bonn. Em 1994 foi professor da Universidade de Freiburg, em 1995 do Instituto Federal de Tecnologia de Zurique, antes de ser em 1996 um dos diretores fundadores do Instituto Max Planck de Matemática nas Ciências em Leipzig. Desde 1 de dezembro é professor catedrático do Hausdorff Center for Mathematics da Universidade de Bonn.
Suas áreas de pesquisa são análise matemática, mecânica do contínuo, aspectos matemáticos da ciência dos materiais e microestruturas.
Em 1996 apresentou uma palestra em plenário no Congresso Europeu de Matemática em Budapeste (Microstructures, geometry and the calculus of variations) e em 1998 foi palestrante convidado ("Invited Speaker") no Congresso Internacional de Matemáticos em Berlim (Unexpected solutions of first and second order partial differential equations, com Vladimír Šverák).

## Condecorações e prêmios
Stefan Müller é desde 1999 membro da Academia das Ciências de Berlim e desde 2002 da Academia Leopoldina.
- 1992 – Prêmio EMS
- 1993 – Max-Planck-Forschungspreis, com Vladimír Šverák (Universidade Carolina)
- 1999 – Prêmio Collatz
- 2000 – Prêmio Gottfried Wilhelm Leibniz
- 2006 – Gauß-Vorlesung
- 2006 – Medalha Keith da Sociedade Real de Edimburgo[4]
- 2013 – Prêmio Heinz Gumin

## Publicações
- Microstructures, phase transitions and geometry. In: Balog (Ed.): Proceedings European Congress of Mathematicians. Volume 2, Birkhäuser 1998, p. 92.
- com Vladimír Šverák: Unexpected solutions of first and second order partial differential equations. International Congress of Mathematicians, 1998, Volume II, p. 691, Documenta Mathematica.
- com Fabrice Béthuel, Gerhard Huisken, Klaus Steffen: Variational models for microstructure and phase transitions. In: Stefan Hildebrandt, Michael Struwe: Calculus of Variations and geometric evolution problems. Lecture Notes in Mathematics, Volume 1713, 1999, p. 85-210.
- Mathematik und intelligente Materialien. In: Martin Aigner, Behrends (Eds.): Alles Mathematik. Vieweg 2002.
- Mathematik ist überall. DMV-Mitteilungen, janeiro de 1998.
- com Conti, Antonio DeSimone, Dolzmann, Felix Otto: Multiscale modeling of materials – the role of analysis. In: Kirkilionis, Krömker, Rannacher, Tomi (Eds.): Trends in Nonlinear Analysis. Springer 2003, p. 375-408.
- com G. Friesecke, R. D. James: A hierarchy of plate models derived from nonlinear elasticity by Gamma-convergence. Arch. Rat. Mech. Anal., Volume 180, 2006, p. 183-236.
- com Camillo De Lellis: Sharp rigidity estimates for nearly umbilical surfaces. J. Differential Geometry, Volume 69, 2005, p. 75-110.
- com V. Verk: Convex integration for Lipschitz mappings and counterexamples to regularity. Annals of Mathematics, Volume 157, 2003, p. 715-742.
- com G. Friesecke, R. D. James: A theorem on geometric rigidity and the derivation of nonlinear plate theory from three dimensional elasticity. Comm. Pure Appl. Math., Volume 55, 2002, p. 1461-1506.
- com Antonio DeSimone, Robert V. Kohn, Felix Otto: A reduced theory for thin-film micromagnetics. Comm. Pure Appl. Math., Volume 55, 2002, p. 1408-1460.